# Jane Eyre - L'angelo dell'amore
Jane Eyre - L'angelo dell'amore (Jane Eyre) è un film del 1934 diretto da Christy Cabanne, basato sul romanzo omonimo di Charlotte Brontë.
Si tratta della prima trasposizione sonora del romanzo della Brontë, dopo dieci versioni del periodo del muto.

## Trama
Assunta come istitutrice, la giovane Jane Eyre, si lega al padrone di un castello in cui si nasconde la sua prima moglie diventata pazza e tenuta segregata da tutti.